# محمد سوخان
محمد سوخان (انگلیسی: Mohamed Soukhane; ۱۲ اکتبر ۱۹۳۱ – ۲ نوامبر ۲۰۲۱) بازیکن فوتبال اهل الجزایر بود.
وی همچنین در تیم ملی فوتبال الجزایر بازی کرده‌است.